# غواصة يو بي-7
يو بي-7 غواصة ألمانية من فئة يو بي1 خدمت في البحرية الإمبراطورية الألمانية خلال الحرب العالمية الأولى. اختفت في البحر الأسود في سبتمبر 1916.